# Glischrocolla formosa
Glischrocolla formosa är en tvåhjärtbladig växtart som först beskrevs av Carl Peter Thunberg, och fick sitt nu gällande namn av R. Dahlgr.. Glischrocolla formosa ingår i släktet Glischrocolla och familjen Penaeaceae. Inga underarter finns listade i Catalogue of Life.